# Fedir Zinczenko
Fedir Matwijowycz Zinczenko (ukr. Федір Матвійович Зінченко; ros. Фёдор Матвеевич Зинченко, ur. 6 września?/19 września 1902 we wsi Stawskowo w rejonie kriwoszieińskim (obecnie w obwodzie tomskim), zm. 15 października 1991 w Czerkasach) – radziecki pułkownik, Bohater Związku Radzieckiego (1945).

## Życiorys
Urodził się w ukraińskiej rodzinie chłopskiej, skończył szkołę podstawową, w 1924 został powołany do służby w Armii Czerwonej, służył w 5 Amurskim Pułku Piechoty, ukończył szkołę pułkową. W 1930 skończył wojskową szkołę piechoty we Władywostoku, w 1938 został komisarzem batalionu szkoły łączności, od 1926 należał do WKP(b). Od marca 1942 walczył w wojnie z Niemcami, w lutym 1943 został dowódcą 380 pułku piechoty 171 Dywizji Piechoty Frontu Północno-Zachodniego/2 Frontu Nadbałtyckiego, w sierpniu 1944 ukończył kursy „Wystrieł” i został dowódcą 756 pułku piechoty 150 Dywizji Piechoty 3 Armii Uderzeniowej 1 Frontu Białoruskiego. Brał udział m.in. w operacji berlińskiej, 30 kwietnia 1945 podczas walk o Berlin zdobył wraz ze swoimi żołnierzami Reichstag i zawiesił nad nim radziecki sztandar wojskowy. W 1950 został przeniesiony do rezerwy w stopniu pułkownika. Mieszkał w Złotonoszy, następnie w Czerkasach.

## Odznaczenia
- Złota Gwiazda Bohatera Związku Radzieckiego (31 maja 1945)
- Order Lenina (31 maja 1945)
- Order Czerwonego Sztandaru (dwukrotnie - 27 września 1944 i 3 listopada 1944)
- Order Suworowa III klasy (25 lutego 1945)
- Order Kutuzowa III klasy (25 marca 1945)
- Order Wojny Ojczyźnianej I klasy (11 marca 1985)
- Order Wojny Ojczyźnianej II klasy
- Order Przyjaźni Narodów (1982)
- Order Czerwonej Gwiazdy (27 marca 1943)
- Medal za Odwagę
- Medal „Za obronę Leningradu” (1946)
- Medal „Za zwycięstwo nad Niemcami w Wielkiej Wojnie Ojczyźnianej 1941–1945”
- Medal „Za wyzwolenie Warszawy” (1945)
- Medal „Za zdobycie Berlina”
- Medal „Weteran Sił Zbrojnych ZSRR”
- Krzyż Kawalerski Orderu Virtuti Militari (Polska Ludowa)
- Krzyż Kawalerski Orderu Odrodzenia Polski (Polska Ludowa)
- Medal za Odrę, Nysę, Bałtyk (Polska Ludowa, 1945)
- Medal za Warszawę 1939–1945 (Polska Ludowa, 1946)
- Medal Zwycięstwa i Wolności 1945 (Polska Ludowa, 1946)

I medale jubileuszowe ZSRR.